# Michael Schippan
Michael Schippan (* 1955 in Erfurt) ist ein deutscher Neuzeithistoriker und Osteuropahistoriker.

## Leben
Schippan begann ein Geschichtsstudium an der Humboldt-Universität in Berlin, das er 1978 abschließen konnte. Von 1979 bis 1980 absolvierte er eine Teilaspirantur an der Lomonossow-Universität in Moskau. 1986 promovierte er an der Philosophischen Fakultät der Humboldt-Universität mit einer Dissertation über die Staatsreformen von Zar Peter dem Großen zum Dr. phil. Von 1987 bis 1991 war er Wissenschaftlicher Mitarbeiter am Institut für Allgemeine Geschichte der Akademie der Wissenschaften der DDR. 
Ab 1991 war Schippan Mitarbeiter bei der Historischen Kommission zu Berlin und von 1993 bis 1998 als solcher am Friedrich-Meinecke-Institut der Freien Universität Berlin sowie von 1998 bis 2001 am Forschungszentrum Europäische Aufklärung in Potsdam. Ab 2006 bis 2018 war er als Osteuropahistoriker an der Herzog August Bibliothek in Wolfenbüttel tätig. 
Seine Forschungsschwerpunkte sind die Geschichte Russlands und die Geschichte der deutsch-russischen Beziehungen im 18. Jahrhundert, die Aufklärungsforschung sowie die Geschichte der Frühen Neuzeit. Er ist Autor, Herausgeber und Rezensent zahlreicher Fachveröffentlichungen. Von 1981 bis 1987 war er Redakteur der Zeitschrift für Geschichtswissenschaft. 1992 erschien seine Monographie über die Wolgadeutschen, und ein Jahr später war er Bearbeiter des Werkes Die preußisch-russischen Beziehungen von 1760 bis 1780 und Polen von Boris Nosov. 2003 war er Herausgeber des Russlandtagebuches 1683 von Engelbert Kaempfer sowie 2006 Herausgeber der zwölfbändigen Reihe 100 denkwürdige Tage.
Michael Schippan ist seit 2020 Mitglied der Leibniz-Sozietät der Wissenschaften zu Berlin.

## Veröffentlichungen (Auswahl)

### Autor
- Absolutistische Zentralbehörden und Adelsbürokratie. Zur Geschichte der Kollegien in Russland im ersten Drittel des 18. Jahrhunderts (Dissertationsschrift), 2 Bände, Berlin 1986.
- Wolgadeutsche. Geschichte und Gegenwart. mit Sonja Striegnitz, Dietz, Berlin 1992, ISBN 978-3-320-01770-5.
- Die Einrichtung der Kollegien in Rußland zur Zeit Peters I. Harrassowitz, Wiesbaden 1996, ISBN 978-3-447-03907-9.
- Zwei Romane Jung-Stillings in Rußland. „Theobald oder die Schwärmer“ und „Das Heimweh“. J.-G.-Herder-Bibliothek, Siegen 2000.
- Die Aufklärung in Russland im 18. Jahrhundert. Harrassowitz, Wolfenbüttel 2012, ISBN 978-3-447-06626-6.

### Herausgeber
- Die preußisch-russischen Beziehungen von 1760 bis 1780 und Polen. von Boris Nosov, Historische Kommission, Berlin 1993.
- Russlandtagebuch 1683 (= Engelbert Kaempfer. Werke. Bd. 6). Iudicium, München 2003, ISBN 978-3-89129-936-4.
- 100 denkwürdige Tage. 12 Teile, LiCo, Bergisch Gladbach 2006.
- Peter Hoffmann. Studien zur Kultur- und Wissenschaftsgeschichte sowie zu den deutsch-russischen Beziehungen des 18. und 19. Jahrhunderts. mit Lothar Kölm, Peter Lang, Frankfurt 2015, ISBN 978-3-631-66574-9.
- Deutsch-russische Zusammenarbeit wissenschaftlicher und kultureller Institutionen vom 18. zum 20. Jahrhundert. mit Ingrid Kästner, Shaker, Aachen 2017, ISBN 978-3-8440-5138-4.
- Deutsch-russische Beziehungen in der Frauenheilkunde & Geburtshilfe. Geschichte, Gegenwart und Perspektiven. mit Ingrid Kästner und Andreas D. Ebert, Shaker, Düren 2020, ISBN 978-3-8440-7319-5.